# 21A busz (Szombathely)
A szombathelyi 21A jelzésű autóbusz a Vasútállomás - Joskar-Ola városrész - Sport tér - Bogát, szociális otthon - Joskar-Ola városrész -  Vasútállomás útvonalon közlekedik. A vonalat a Blaguss Agora üzemelteti. A járatok összehangoltan üzemelnek a 12-es és 21-es buszokkal. A buszokra csak az első ajtón lehet felszállni.

## Története
2016. január 31-ig a 21-es jelzésű busz, a Hunyadi János út érintésével a déli városrész felé közlekedett, de akkor még Sport téri végállomással. Mindkét irányban a Rumi Külső úton közlekedett, Szentkirály érintése nélkül.
2016. február 1-től a 21-es, a II. Rákóczi Ferenc utca - Rumi út útvonalon, és Szentkirály érintésével közlekedik, de így a Hunyadi János úton megszűnt a gyorsjárati összeköttetés a déli városrész és a vasútállomás között.
2017. január 3-tól 21A jelzéssel közlekedik, gyorsabb alternatívát kínálva a 12-21-es járatokkal szemben.
2022. január 1-től a vonal üzemeltetését a Blaguss Agora vette át. Ettől a naptól kezdve a járatok a Joskar-Ola városrész érintésével közlekednek.
2022. augusztus 1-től a vonal üzemideje kibővült a csúcsidőkre is.

## Közlekedése
Munkanapokon csúcsidőben, valamint hétvégén délelőtt 60 percenként, míg munkanapokon délelőtt 120 percenként közlekedik.

## Útvonala
| Vasútállomás → Joskar-Ola városrész → Sport tér → Bogát, szociális otthon → Joskar-Ola városrész → Vasútállomás |
| --- |
| Vasútállomás - Szelestey László utca - Vörösmarty Mihály utca - Szent Márton utca - Hunyadi János út - Pázmány Péter körút - Joskar-Ola városrész, autóbusz-forduló - Pázmány Péter körút - Hunyadi János út - Szőlős utca - Rumi út - Rumi Külső út - Bükkfa utca - Rumi út - Ifjúság utca - Rumi Külső út - Bogát fasor - Bogáti út - Szent István király utca - Rumi út - Szőlős utca - Hunyadi János út - Pázmány Péter körút - Joskar-Ola városrész, autóbusz-forduló - Pázmány Péter körút - Hunyadi János út - Szent Márton utca - Vörösmarty Mihály utca - Széll Kálmán utca - Vasútállomás |

## Megállói
Az átszállási lehetőségek között a 12-es és a 21-es buszok nincsenek feltüntetve.
| 0  | Vasútállomás                                                            | 23 | 1U, 2A, 2C, 3H, 5, 6, 6H, 7, 9, 10H, 20A, 20C, 22, 23, 25, 27, 27A, 29A, 29C, 30Y | Szombathely Helyi autóbusz-állomás, Éhen Gyula tér                          |
| 2  | 56-osok tere (Vörösmarty utca) (↓) 56-osok tere (Széll Kálmán utca) (↑) | 22 | 1U, 2A, 2C, 3H, 5, 6, 6H, 7, 9, 10H, 20A, 20C, 22, 23, 25, 27, 27A, 29A, 29C, 30Y | 56-osok tere, Vámhivatal, Földhivatal, Államkincstár, Gyermekotthon         |
| 4  | Piac                                                                    | 19 | 2A, 2C, 6H, 9, 29A, 29C                                                           | Vásárcsarnok, Gayer park                                                    |
| 5  | Mari ABC                                                                | 18 | 8H, 9, 29A, 29C                                                                   | Flórián Irodaház, Munkanélküli Központ                                      |
| 6  | Joskar-Ola városrész, autóbusz-forduló                                  | 16 | 8H, 9, 29A, 29C                                                                   |                                                                             |
| 7  | Mari ABC                                                                | 15 | 8H, 9, 29A, 29C                                                                   | Flórián Irodaház, Munkanélküli Központ                                      |
| 8  | Vámhivatal                                                              | 14 | 8H                                                                                | Vámhivatal, Munkanélküli Központ, SZÜV                                      |
| 9  | Szőlősi templom                                                         | 13 | 8H                                                                                | Szőlősi Jézus Szíve templom, Gyógyszerraktár, Reguly Antal Általános Iskola |
| 11 | Szőlős utca 66.                                                         | 11 |                                                                                   |                                                                             |
| 13 | Bendefy László utca                                                     | 9  | 1U                                                                                | Szombathely-Szőlős                                                          |
| 14 | Bükkfa utca                                                             | ∫  | 1U                                                                                |                                                                             |
| ∫  | Szent István király utca 7. (Korábban: Szent István király utca 49.)    | 7  | 1U                                                                                | Szombathely-Szőlős                                                          |
| 15 | Komárom utca                                                            | ∫  | 1U                                                                                | Gyöngyöshermáni temető                                                      |
| ∫  | Harangláb                                                               | 6  | 1U                                                                                |                                                                             |
| 16 | Török Ignác utca                                                        | ∫  | 1U                                                                                | Gyöngyöshermán                                                              |
| ∫  | Győzelem utca                                                           | 5  | 1U                                                                                | Szent István lakópark, Szegedy-kastély, Játéksziget Óvoda                   |
| 17 | Izsó Miklós utca                                                        | ∫  | 1U                                                                                | Rádióállomás, Szily-kastély                                                 |
| ∫  | Szentkirály, autóbusz-váróterem                                         | 3  | 1U                                                                                | Szent István király templom, Szentkirályi temető                            |
| 18 | Sport tér                                                               | ∫  | 1U                                                                                | Sport tér                                                                   |
| ∫  | Bogáti út 10.                                                           | 2  | 1U                                                                                |                                                                             |
| 19 | Bogát, bejárati út                                                      | ∫  | 1U                                                                                |                                                                             |
| 21 | Bogát, Szociális Otthon                                                 | 0  | 1U                                                                                | Bogáti Festetics kastély (Szociális Otthon), Bogáti focipálya               |

1. ↑  Csak leszállás Bogát irányában.
2. ↑  Csak leszállás a Vasútállomás irányában.